# Brianne Barry
Brianne Barry (ur. 21 sierpnia 1991) – kanadyjska zapaśniczka. Zajęła 24. miejsce na mistrzostwach świata w 2015. Ósma na igrzyskach panamerykańskich w 2015. Wicemistrzyni mistrzostw panamerykańskich w 2017. Trzecia na igrzyskach frankofońskich w 2013 roku. Absolwentka University of Western Ontario i York University.
Jej ojciec Mike Barry był również zapaśnikiem, olimpijczykiem z Montrealu 1976.